# Beta Hydri
Beta Hydri (β Hyi, β Hydri, Bet Hyi) je se zdánlivou hvězdnou velikostí 2,79 nejjasnější hvězda v jižním cirkumpolárním souhvězdí Malého vodního hada. Na základě měření paralaxy byla vzdálenost této hvězdy určena na přibližně 24 světelných let.
Tato hvězda má přibližně 113 % hmotnosti Slunce a 184 % jeho poloměru, přičemž její svítivost je více než trojnásobná oproti Slunci. Spektrum této hvězdy odpovídá spektrální třídě G2 IV, přičemž třída svítivosti „IV“ naznačuje, že se jedná o podobra. Je to jedna z nejstarších hvězd ve slunečním okolí. Tato hvězda se do jisté míry podobá tomu, jak by Slunce mohlo vypadat v daleké budoucnosti, a proto je předmětem zájmu astronomů.
Se vzdáleností 13° od jižního nebeského pólu je nejbližší snadno viditelnou hvězdou k tomuto pólu a kolem roku 150 př. n. l. se od něj nacházela ve vzdálenosti dvou stupňů, což z ní činilo hvězdu jižního pólu.
V roce 2002 Endl a spol. odvodili možnou přítomnost nepozorovaného průvodce obíhajícího kolem Beta Hydri, jak naznačil lineární trend radiálních rychlostí s periodicitou přesahující 20 let. Pozorovaný trend by mohl vysvětlit substelární objekt, například planeta s minimální hmotností 4 hmotnosti Jupiteru a oběžnou vzdáleností zhruba 8 AU, pokud by se potvrdil, jednalo by se o skutečnou obdobu Jupiteru, i když 4krát hmotnější.
Tyto výsledky nebyly potvrzeny ani v měřeních CES a HARPS publikovaných na arXiv v roce 2012. Místo toho mohou být dlouhodobé změny radiálních rychlostí způsobeny magnetickým cyklem hvězdy. Do roku 2024 nebyl s jistotou potvrzen žádný planetární/substelární objekt u této hvězdy.